# Regnano (Viano)
Regnano (Argnân in dialetto reggiano) è una frazione del comune italiano di Viano, nella provincia di Reggio Emilia, in Emilia-Romagna.

## Geografia fisica
Regnano si sviluppa lungo lo spartiacque collinare a cavallo delle valli dei torrenti Crostolo e Tresinaro. La frazione è costituita da una serie dalle borgate sparse di Cà de Rozzi, Cà de Vezzosi, Cà di Regnano, Cà Paulli, Cavazzone, Cortevedola, Fondiano e Mizzone. Regnano è situata a 5 km ad est del capoluogo comunale Viano e a 15 km a sud di Reggio Emilia.
La località è celebre per i vulcanetti o salse dovuti alla presenza di idrocarburi gassosi che affiorano in superficie in conetti fangosi. Al contrario degli altri vulcani, questa variante non emana calore poiché il fango è di natura fredda con striature nerastre dovute alla presenza di petrolio.

## Storia
La chiesa di Regnano, dedicata a San Prospero già dal XII secolo, risulta appartenere alla pieve di Paullo da un documento del 1302. La frazione appartenne assieme alle località circostanti al feudo di Querciola.

## Monumenti e luoghi d'interesse
- Chiesa di San Prospero, costruita nel 1858 su un edificio preesistente crollato due anni prima. L'attuale fabbricato fu progettato dall'architetto reggiano Pietro Marchelli[1]. La torre campanaria fu ultimata nel 1898.

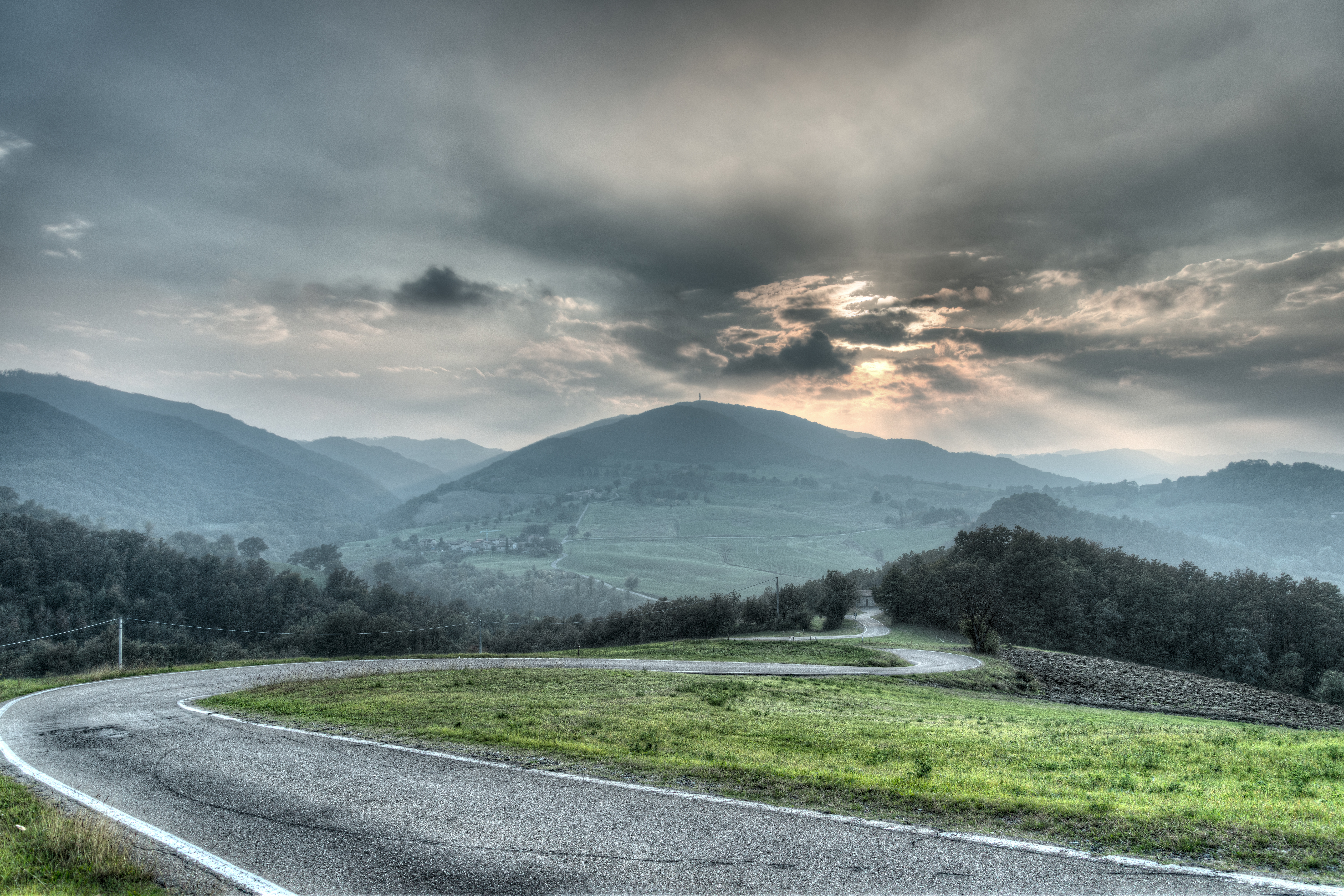
S.P. 74 a Regnano

## Infrastrutture e trasporti
Regnano sorge lungo la strada provinciale 63 che unisce Albinea a Casina.